# تاداشي كاتو
تاداشي كاتو (باليابانية: 加藤忠؛ بالكانا: かとう ただし) هو متسابق دراجات هوائية ياباني، ولد في 4 يناير 1935.

## وصلات خارجية
- تاداشي كاتو على موقع إحصائيات الدراجات الإحترافية (الإنجليزية)
- تاداشي كاتو على موقع أوليمبيديا (الإنجليزية)